# 오코시 히로토
오코시 히로토(일본어: 大越 寛人, 2000년 9월 19일~)는 일본의 축구 선수이다.

## 구단 경력
그는 2023년 J3리그의 YSCC 요코하마에 입단했고, 2년동안 팀에서 뛰었다.